# Szlovákiai pártok listája
Szlovákiában jelenleg többpártrendszer van érvényben.

## A pártok

### Parlamenti pártok
| Párt neve                                          | Párt lógója | Alapítva | Parlamenti jelenlét ideje | A párt elnöke     | Szlovák parlamenti mandátumok száma | EP-mandátumok száma | Ideológia                                  |
| -------------------------------------------------- | ----------- | -------- | ------------------------- | ----------------- | ----------------------------------- | ------------------- | ------------------------------------------ |
| Egyszerű Emberek és Független Személyiségek OL'aNO |             | 2011     | 2011 óta                  | Igor Matovič      | 53                                  | 1                   | konzervativizmus jobboldali populizmus     |
| Irány-Szociáldemokrácia Smer-SD                    |             | 1999     | 1999 óta                  | Robert Fico       | 27                                  | 3                   | szociálkonzervativizmus                    |
| Család Vagyunk Sme Rodina                          |             | 2015     | 2016 óta                  | Boris Kollár      | 17                                  | 0                   | konzervativizmus jobboldali populizmus     |
| Hang-Szociáldemokrácia Hlas – sociálna demokracia  |             | 2020     | 2020 óta                  | Peter Pellegrini  | 11                                  | 0                   | szociáldemokrácia                          |
| Kotleba – A Mi Szlovákiánk Néppárt ĽSNS            |             | 2010     | 2016 óta                  | Marián Kotleba    | 17                                  | 2                   | nácizmus magyarellenesség neofasizmus      |
| Szabadság és Szolidaritás Sloboda a Solidarita     |             | 2009     | 2010 óta                  | Richard Sulík     | 13                                  | 2                   | jobboldali liberalizmus, euroszkepticizmus |
| Az Emberekért Za Ľudí                              |             | 2019     | 2020 óta                  | Veronika Remišová | 12                                  | 0                   | liberalizmus                               |

### Parlamenten kívüli, népszerűbb pártok
- Magyar Közösség Pártja
- Kereszténydemokrata Mozgalom
- Zöld Párt[3]
- Progresszív Szlovákia
- Magyar Kereszténydemokrata Szövetség[4]
- Együtt – Polgári Demokrácia
- Most-Híd
- Szlovák Nemzeti Párt